# Университет прикладных наук
Университет прикладных наук (нем. Fachhochschule) — разновидность университетов, ориентированных на профессиональное образование, возникшая в системе немецкого высшего образования и распространившаяся на Австрию, Швейцарию и другие страны.
Классические университеты и университеты прикладных наук используют одинаковый метод обучения, основанный на целях Болонского процесса, и предоставляют подготовку по специальностям на одинаково признаваемом уровне. Различие состоит в стиле преподавания: университеты прикладных наук проводят курсы небольшими группами и всегда сочетают теорию с практической работой.
Кроме перевода «Университет прикладных наук» встречаются также переводы «высшая [профессиональная / технологическая / техническая / политехническая] школа», «прикладной / профессиональный / технологический / технический / политехнический институт», «высшая [прикладная] школа» и устаревший перевод «политехникум».

## Разновидности
- Fachhochschule — название, используемое в Германии, Швейцарии и Австрии. Во французской части Швейцарии используется название Haute École Spécialisée, в итальянской — Scuola Universitaria Professionale.
- Hogeschool — название, используемое в Нидерландах и Бельгии[3].
- Ammattikorkeakoulu — название, используемое в Финляндии.

## Университеты прикладных наук по странам

### Германия
Высшие прикладные школы Германии:
- Международная высшая школа Бад-Хоннеф
- Деггендорфская высшая техническая школа
- Высшая школа Фульды
- Хайдельбергская высшая школа
- Хайльброннская высшая школа
- Мюнхенская высшая школа прикладных наук
- Пфорцхаймская высшая школа
- Ройтлингенская высшая школа
- Штутгартская высшая техническая школа
- Гамбургская высшая школа прикладных наук

### Швейцария
Высшие прикладные школы Швейцарии:
- Бернский университет прикладных наук
- Университет прикладных наук Восточной Швейцарии
- Университет прикладных наук Западной Швейцарии
- Университет прикладных наук итальянской Швейцарии
- Университет прикладных наук Калайдос
- Университет прикладных наук Ле Рош-Грюйер
- Университет прикладных наук Люцерна
- Университет прикладных наук Северо-западной Швейцарии
- Цюрихский университет прикладных наук

Также см. полный список  (англ.).

### Австрия
- Университет прикладных наук Винер-Нойштадт
- Университет прикладных наук Кремса
- Университет прикладных наук Куфштайна
- Университет прикладных наук Форарльберга

Высшие прикладные школы Австрии — см. список (нем.).

### Нидерланды
- Утрехтский университет прикладных наук

Высшие прикладные школы Нидерландов — см. список  (англ.).

### Бельгия
Высшие прикладные школы Бельгии — см. список  (нид.).

### Финляндия
Высшие прикладные школы Финляндии — см. список  (англ.).